# مدرسه زندگی
مدرسه زندگی یک مؤسسه آموزشی با تمرکز بر زندگی بهتر و عاقلانه تر است. این مؤسسه در سال ۲۰۰۸ در لندن (شعبه اصلی)، آمستردام، برلین، استانبول، ملبورن، پاریس و سیدنی شروع به کار کرد. این مدرسه برنامه و خدمات متفاوتی را پیشنهاد می‌دهد؛ منجمله پیدا کردن شغل مورد رضایت، بهبود در روابط، دست یافتن به خونسردی، درک بهتر جهان.
مدرسه همچنین خدماتی چون روان‌درمانی و فروشگاه حضوری را نیز ارائه می‌کند.

## افراد

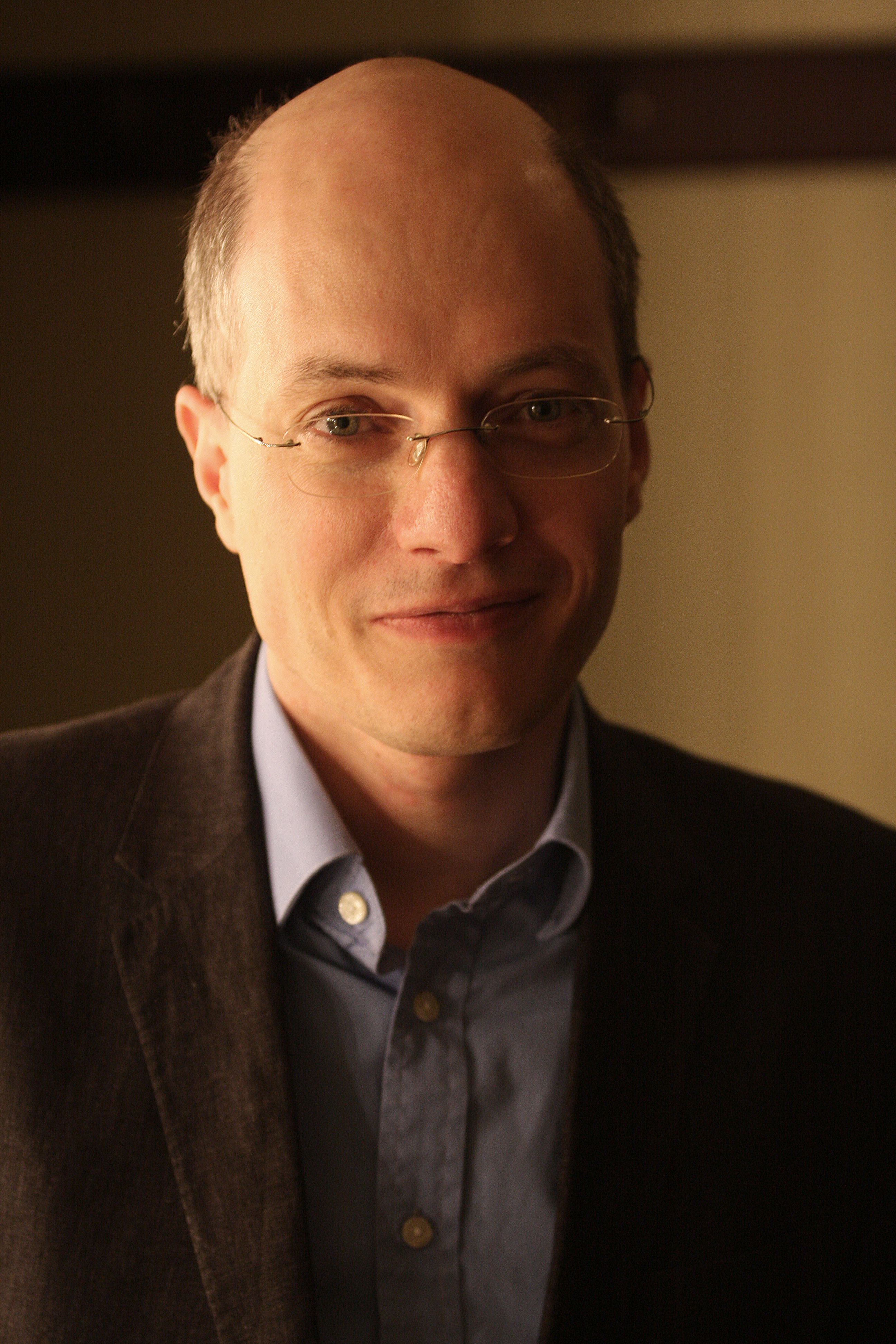
آلن دو باتن، بنیانگذار مدرسه زندگی

مدرسه زندگی توسط فیلسوف آلن دو باتن با همکاری تعدادی از نویسندگان و هنرمندان تأسیس شد. این دانشکده فیلسوفان مارک ورنون با رابرت رولند اسمیت نویسنده و جان آرمسترانگ را شامل می‌شود. سفیران این پروژه شامل عکاس Martin Parr و روزنامه‌نگار Rosie Boycott.